# Helmut Neumann (Mediziner)
Helmut Neumann (* 1981 in Lemgo) ist ein deutscher Internist und Gastroenterologe mit Schwerpunkt im Bereich der interventionellen Endoskopie. 2020  wurde er zum Universitätsprofessor an der Medizinischen Fakultät der Universität Bielefeld berufen.

## Werdegang
Nach dem Abitur am Stadtgymnasium Detmold studierte Neumann in Magdeburg Medizin und wechselte dann 2009 an das Uni-Klinikum in Erlangen. 2011 wurde er dort mit 30 Jahren zum Professor berufen. 2016 wurde er als Leiter der Interdisziplinären Endoskopie der Universitätsmedizin Mainz auf eine Universitätsprofessur berufen. 2020 wechselte er nach Lippe.
„Für besondere Verdienste in der Endoskopie wurde  Neumann mit den Ehrenbezeichnungen der Amerikanischen Gesellschaft für Endoskopie (FASGE) und der Japanischen Gesellschaft für Endoskopie (FJGES) ausgezeichnet. Er ist weiterhin Mitglied der Leitlinienkommission der Europäischen Gesellschaft für Endoskopie und unter anderem mitverantwortlich für die aktuellen Leitlinien zu Darmkrebs und zu familiären Dickdarmerkrankungen. Helmut Neumann leitet weiterhin das Komitee der Welt Endoskopie Organisation (WEO) zu chronisch entzündlichen Darmerkrankungen und ist hier für die Entwicklung neuer Leitlinien der Fachgesellschaft zuständig. Er erhielt 2019 weiterhin eine Ehrenprofessur der Bond Universität in Australien.“
Helmut Neumann entwickelte neue Techniken zur endoskopischen Therapie neuroendokriner Tumore (NET) und des Zenker-Divertikels.